# Inglis (Floride)
Pour les articles homonymes, voir Inglis.
Inglis est une ville américaine située dans le comté de Levy en Floride.

## Démographie
| 1960 | 1970 | 1980  | 1990  | 2000  | 2010  |
| ---- | ---- | ----- | ----- | ----- | ----- |
| 250  | 449  | 1 173 | 1 241 | 1 491 | 1 325 |

Selon le recensement de 2010, Inglis compte 1 325 habitants. La municipalité s'étend sur 3,66 milles carrés (9,48 km2).